# بك (شركة)

## منتجاتها
في عام 1970 ، اشترت جيليت S. T. Dupont Paris ، التي كان منتجها الرئيسي قداحات (ولاعة) السجائر الفاخرة. خلال هذا الوقت، استكشف شركة دوبونت إمكانيات تسويق ولاعة تستخدم لمرة واحدة، وتطوير ولاعة غير مكلفة تستخدم لمرة واحدة تسمى الكريكيت، والتي قدمتها في الولايات المتحدة في عام 1972. وفي وقت لاحق من ذلك العام، اختبرت شركة بيك تسويق ولاعة يمكن التخلص منها يمكن أن توفر 3000 مصباح قبل أن تبلى؛ قدمت Bic هذه الولاعة في عام 1973. عادةً ما تكون الأخف وزنا والأقل تكلفة في السوق، ولا تزال Bic التي تستخدم لمرة واحدة شائعة للغاية ولا تزال كذلك حتى اليوم.
بالإضافة إلى قلم الحبر الجاف المعروف بBic Cristal ، يمكن التعرف على Bic بسهولة نتيجة لأهميتها في ثقافة البوب. على هذا النحو، يتم تمثيلهم في مجموعة التصميم لمتحف الفن الحديث في نيويورك. تتنافس الشركة في معظم الأسواق ضد فابر كاستل، وجلوبال جيليت، ونيويل رابرمايد، وبنتل، وشوان ستابيلو. كان قلم Bic ، وتحديداً المعروف بBic Cristal ، المنتج الأول للشركة. بدأت Bic في إنتاج ماكينات الحلاقة التي تستخدم لمرة واحدة خلال السبعينيات. في عام 1975، أصدرت الشركة التجارية ماكينة الحلاقة المكونة من قطعة واحدة من البوليسترين، والتي أصبحت منتجًا مطلوبًا بشدة. خلال الثمانينيات من القرن الماضي، بلغت مبيعات منتجات الشركة 52 مليون دولار واستحوذت على 22.4 ٪ من أسهم السوق. تشتهر Bic أيضًا بصنع شفرات الحلاقة التي تستخدم لمرة واحدة لكل من الرجال والنساء

## الملكية
تم طرح الشركة للاكتتاب العام في عام 1958 من خلال اندماج عكسي في شركة Waterman Pen الأقدم في سيمور، كونيتيكت، ثم باعت لاحقًا العملية الأقدم. تمتلك عائلة Bich حوالي 40٪ من أسهم Bic وتسيطر على 55٪ من قوتها التصويتية.
في يونيو 2010 ، باعت Bic قسم المنتجات الجنائزية لشركة Prairie Capital ، وهي شركة أسهم خاصة في شيكاغو. [11

## الشركات التابعة
الولايات المتحدة
تم نقل المقر الرئيسي لشركة بيك في الولايات المتحدة وعمليات التصنيع إلى ميلفورد، كونيتيكت في عام 1958 بعد أن أدى الاستحواذ على شركة Waterman Pen Company إلى الحاجة إلى مرافق أكبر. وظل بجانب طريق أعيد تسميته في النهاية بـ "Bic Drive" حتى الانتقال عام 2008 إلى شيلتون، كونيتيكت. لا يزال مصنع ولاعة السجائر في موقع ميلفورد 
تمثل شركة Bic Corporation التابعة للشركة في الولايات المتحدة أكثر من نصف مبيعات الشركة في جميع أنحاء العالم. عمل كل من برونو بيتش، نجل مارسيل الشريك المؤسس للشركة، والذي ارتقى في الرتب في الشركة الأمريكية ليصبح رئيسًا لمجلس الإدارة اعتبارًا من 21 أكتوبر 2010 ، وماريو جيفارا، الرئيس التنفيذي للشركة اعتبارًا من نفس التاريخ، في الفرع الأمريكي في الشركة لعدة سنوات.
الهند
في ديسمبر 2015 ، استحوذت Bic على ملكية 100٪ في شركة Cello Writing بالهند وتمت إعادة تسمية الشركة باسم «Bic Cello (الهند)». [14] تأسست Cello في عام 1995، وهي واحدة من أشهر العلامات التجارية للقرطاسية في الهند

## رعاية والإشهار
- بيك (فريق ركوب الدراجات)

رعى بيك فريقًا محترفًا لركوب الدراجات في الستينيات بقيادة الفائزين بسباق فرنسا للدراجات جاك أنكيتيل ولويس أوكانيا. بدأت الشركة في رعاية الجولة مرة أخرى في عام 2011 كـ «داعم رسمي»،  وهو ما استمروا في القيام به حتى يومنا هذا.
كما رعت بيك فريق Prost Grand Prix بقيادة آلان بروست في الفورمولا 1 من 1997 إلى 2000.
كما رعت بيك أيضًا فريق eMonkeyz الإسباني للرياضات الإلكترونية، مع مجموعة ماكينات الحلاقة Flex الخاصة به، في 2019 و 2020.

## الشعار
يتكون شعار الشركة من جزأين؛ شكل معيني بزوايا منحنية، وجانبه الأيسر والأيمن بزاوية لأعلى ويحتوي على الأحرف "BiC" مع الحرف "i" الوحيد في الأحرف الصغيرة، و Bic Boy على اليسار. كان المعين، الذي ظهر لأول مرة في عام 1950 بالتزامن مع إطلاق القلم الجاف المعروف ب Bic Cristal ، أحمر اللون بأحرف بيضاء. خط الحروف يبقى دون تغيير. تمت إضافة (boy) التي تعني الصبي في موقع الشركة على الإنترنت بأنه «تلميذ، برأسه على شكل كرة، يمسك بقلم خلف ظهره». الكرة هي عبارة عن كربيد التنجستن الذي كان السمة الرئيسية في أقلام Bic الجديدة في عام 1960. تم تصميم الطفل من قبل Raymond Savignac الذي طور أيضًا الحملة الإعلانية "Nouvelle Bille" (قلم حبر جديد) للمنتج، والتي تهدف إلى جذب الانتباه من الأطفال. عندما تمت إضافة Bic Boy إلى يسار المعين بعد عام واحد في عام 1961 ، تم تغيير كلاهما إلى اللون البرتقالي الرسمي المعتمد حديثًا للشركة (Pantone 1235C). [] [

## منتجات
في عام 1970، أصدرت جيليت إس تي ديبونت وهي ماركة لولاعات السجائر الفاخرة. خلال هذه الفترة اقترح دوبونت (مؤسس الماركة) إمكانية تسويق ولاعات محمولة، وطور ولاعة رخيصة محمولة باسم كراكت(بالإنجليزية: Cricket)، والتي أنتجت في أمريكا عام 1972. في نفس السنة أنتجت بك ولاعة محمولة توفر 3000 شعلة قبل أن تنفد، قدمت بك هذه الولاعة في عام 1973.

## وصلات خارجية
- الموقع الإلكتروني
- Société BIC Company Profile—ياهو! فايننس
- BICSurf
- BIC watersports
- BIC Everyday website for students, teachers and parents
- BIC Graphic USA